# Фрегаты типа «Бранденбург»
Фрегаты типа «Бранденбург» F123 (нем. Brandenburg-Klasse) — серия немецких фрегатов разработанных в 1980-х годах для ВМС ФРГ. Корабли оснащены зенитно-ракетным, артиллерийским и минно-торпедным вооружением, авиационная группа состоит из 2 вертолетов Westland Lynx. Было построено 4 корабля в 1992—1996 годах, которые до сих пор находятся в строю

## История строительства
Фрегаты были разработаны в 1980-х годах немецкими судостроительными компаниями: Blohm + Voss и ThyssenKrupp. Правительство ФРГ приняло решение о постройке четырех кораблей 28 июня 1989 г отдав предпочтение этим фрегатам из-за их низкой стоимости. Головной корабль серии F215 Brandenburg был заложен 11 февраля 1992 года, спуск на воду состоялся 28 августа 1992 года, в состав ВМС ФРГ введён 14 октября 1994 года. 6 декабря 1996 года в состав ВМС ФРГ вошёл последний корабль серии — F218 Mecklenburg-Vorpommern. Всего было построено четыре корабля. По состоянию на ноябрь 2011 года все четыре корабля находятся в составе Военно-морского флота Германии.

## Конструкция
Перед сборкой секции в максимально возможной степени насыщались комплектующими оборудованием и системами. Большая их часть полностью изготовлялась на заводах-субподрядчиках. Корпус корабля, надстройка, мачты фрегата изготовлены из стали. В конструкции и оборудовании внутренних помещений исключены горючие материалы, в том числе и легкие алюминиевые сплавы. По длине корпус разбит на 15 отсеков. Отдельные большие помещения герметизируются автономно и имеют аварийные выходы на верхнюю палубу. Такая конструкция тяжелее и сложнее в изготовлении традиционной, однако она оправдана увеличением количества водонепроницаемых контуров, что значительно повышает живучесть корабля при боевых или навигационных повреждениях. Особенностью конструкции корпуса является наличие четырех отсеков-убежищ, разделенных взрывостойкими двойными переборками. Все отсеки снабжены автономными противопожарными и вентиляционными системами с вертикальным расположением трубопроводов, а также средствами наблюдения и контроля, передачи данных и распределения энергии, при минимальном числе отверстий в межотсечных переборках. В носовой части корпуса имеется бульбовидный обтекатель антенны гидроакустической станции. По бортам ниже ватерлинии смонтированы скуловые кили и активные бортовые рули, обеспечивающие существенное снижение бортовой качки. Надстройки выполнены в виде двух отдельных блоков. В их конструкции использованы легкие сплавы, пожароопасность которых снижена за счет использования специальных покрытий. С учетом опыта боевых действий в районе Фолклендских островов все трапы, в том числе и в корпусе, заключены в пожаробезопасные стальные шахты. Погреба боезапаса и боевой информационный пост снабжены противоосколочной защитой. Корабль оборудован системой кондиционирования воздуха. Предусмотрен герметичный контур, защищающий экипаж в случае применения оружия массового поражения.

## Энергетическая установка
Фрегаты типа «Бранденбург» имеют комбинированную двухвальную дизель-газотурбинную главную энергетическую установку по схеме CODOG в составе двух дизельных двигателей 20V 956 ТВ92, двух газотурбинных двигателей LM 2500 9A-ML, двух комбинированных зубчато-планетарных редукторов и двух пятилопастных винтов. Главная энергетическая установка размещена в трех отсеках: в носовом машинном отделении находятся газотурбинные двигатели, за ним следует редукторный отсек, а дизельные двигатели установлены в кормовом машинном отделении. В редукторном отсеке зубчато-планетарные редукторы смонтированы в водонепроницаемых кожухах и могут работать даже при затоплении отсека. Электроэнергетическая установка включает четыре дизель-генератора мощностью 750 кВт каждый, размещенных в двух отсеках: перед носовым и за кормовым машинными отделениями.

## Вооружение
Ракетное оружие представлено противокорабельным ракетным комплексом Exocet, в четырех отдельных контейнернах, которые находятся на надстройке за мачтой, и двумя зенитными ракетными комплексами: Sea Sparrow и RAM.
16-зарядная установка вертикального пуска ракет Mk 41 mod 4 ЗРК NATO Sea Sparrow находится в носовой оконечности надстройки, а 21-зарядные пусковые установки Mk49 ЗРК RAM размещены в носовой и кормовой частях корабля. Противолодочное вооружение включает два двухтрубных 324-мм торпедных аппарата Mk 32 mod 5, рассчитанных на стрельбу торпедами Mk 46 mod 5.
Поиск подводных лодок ведется с помощью гидроакустической станции с подкильной антенной DSQS 23BZ. В дополнение к этой станции в 2003 г. планируется установить на кораблях гидроакустическую станцию с гибкой протяженной буксируемой антенной LFASS.
Возможность поиска и поражения подводных лодок существенно расширена благодаря наличию на кораблях двух палубных вертолетов Sea Lynx Mk 88. Радиоэлектронное вооружение включает боевую информационно-управляющую систему SATIR-3 с системами связи Link 11, SCOT 1A SATCOM, РЛС обнаружения воздушных целей LW 08, РЛС обнаружения воздушных и надводных целей SMART D и две навигационные РЛС Raypath. Общекорабельная система управления оружием MWCS также имеет две РЛС — STIR 180. На кораблях установлен комплекс радиоэлектронной борьбы FL-1800S, а также пассивные средства радиопротиводействия SCLAR.

## Список фрегатов
| Название               | Бортовой номер | Верфь         | Закладка        | Спуск на воду   | Ввод в строй    | Примечания |
| ---------------------- | -------------- | ------------- | --------------- | --------------- | --------------- | ---------- |
| Brandenburg            | F215           | Blohm + Voss  | 11 февраля 1992 | 28 августа 1992 | 14 октября 1994 |            |
| Schleswig-Holstein     | F216           | Howaldtswerke | 1 июля 1993     | 8 июня 1994     | 24 ноября 1995  |            |
| Bayern                 | F217           | Nordseewerke  | 16 декабря 1993 | 30 июня 1994    | 15 июня 1996    |            |
| Mecklenburg-Vorpommern | F218           | Bremer Vulkan | 23 ноября 1993  | 23 февраля 1995 | 6 декабря 1996  |            |

## Галерея
- F218 Mecklenburg-Vorpommern
- F215 Brandenburg
- F217 Bayern
- F216 Schleswig-Holstein
- F216 Schleswig-Holstein
- Система РЛС
- 76,2-мм пушка
- F218 Mecklenburg-Vorpommern